# Hypocoela infracta
Hypocoela infracta är en fjärilsart som beskrevs av Claude Herbulot 1956. Hypocoela infracta ingår i släktet Hypocoela och familjen mätare. Inga underarter finns listade i Catalogue of Life.